# Миладин Шакић
Миладин Шакић (Београд, 1927 — Београд, 2. новембар 1987) био је правник и  друштвено-политички радник Социјалистичке Републике Србије. У периоду од 1982. до 1987. обављао је функцију председника Скупштине Фудбалског клуба „Црвена звезда”.

## Биографија
У браку са певачицом и глумицом Оливером Катарином имао је сина Манета Шакића, сликара.
Умро је 2. новембра 1987. у Београду и сахрањен је у Алеји заслужних грађана на Новом гробљу.